# Lost Boys Calling
Lost Boys Calling es una canción compuesta por Roger Waters y Ennio Morricone para la banda sonora de la película de 1998 The Legend of 1900. Es el último tema del disco.
Más tarde, en 2002 Waters dio a conocer una versión demo hasta entonces inédita, en el compilado Flickering Flame: The Solo Years Volume 1

## Personal
- Ennio Morricone – música
- Roger Waters – voz
- Eddie Van Halen – guitarra eléctrica (solos)
- Rick Wentworth – orquestación
- Nick Griffiths – mezcla

- Datos: Q2888030